# Giovanna Rispoli
Giovanna Giudice Rispoli (São Paulo, 30 de abril de 2002) é uma atriz brasileira. Ficou conhecida por interpretar Claudia em Boogie Oogie e Jojô em Totalmente Demais.

## Biografia e carreira
Em 2010, com sete para oito anos de idade, começou no teatro, fazendo a peça Meu Amigo Monstro, e no ano seguinte fez Quando a Vergonha Bate Asas. Em 2011 estreou na televisão fazendo vários comerciais. Em 2014, estreou no cinema, no filme brasileiro O Menino no Espelho, no qual viveu a doce e esperta Mariana. No mesmo ano, fez seu primeiro personagem na TV, na novela Em Família, interpretando a maldosa Shirley na 1.ª fase, e em seguida, fez sucesso ao interpretar a espevitada Cláudia, na novela Boogie Oogie. Em 2015, fez participação em Tá no Ar: a TV na TV como Giovanna, a menina que comete um crime por matar aula, e em seguida, interpretou a rebelde Jojô, filha de Arthur (Fábio Assunção) com Natasha (Lavínia Vlasak) na novela Totalmente Demais.
Em 2016, gravou a série Carcereiros, coprodução da Globo e Gullane Filmes, vivendo o papel de Lívia, filha de Adriano, o protagonista (disponível na plataforma GloboPlay e no Canal Mais Globosat em junho e setembro de 2017, respectivamente). Também participou do longa nacional Fala Sério, Mãe!, como Alice, melhor amiga de Malu, uma das protagonistas. Em 2019, é vista em dose dupla na TV, na segunda temporada de Carcereiros e no elenco da novela teen Malhação: Toda Forma de Amar no papel da deficiente auditiva Milena, a irmã surda de Jaqueline. Na história, Milena perde totalmente a audição por causa de uma meningite e, para o papel, Giovanna fez aulas de Libras. Em 2022, estreou no streaming com a série Temporada de Verão da Netflix, na qual faz parte do elenco principal, dando vida à personagem Helena. No ano seguinte, integrou o elenco da série Fim, baseada no livro de mesmo nome de Fernanda Torres.

## Filmografia

### Televisão
| Ano  | Título                       | Personagem                            | Nota                       |
| ---- | ---------------------------- | ------------------------------------- | -------------------------- |
| 2014 | Em Família                   | Shirley Soares Esteves (criança)      | Episódio: "3 de fevereiro" |
| 2014 | Boogie Oogie                 | Cláudia Miranda Romão                 |                            |
| 2015 | Tá no Ar: A TV na TV         | Giovanna                              | Episódio: "5 de março"     |
| 2015 | Totalmente Demais            | Maria João Oliver de Alcântara (Jojô) |                            |
| 2017 | Carcereiros                  | Lívia Ferreira de Araújo              |                            |
| 2018 | O Mecanismo                  | Alice Santos                          |                            |
| 2019 | Malhação: Toda Forma de Amar | Milena Nobre                          |                            |
| 2022 | Temporada de Verão           | Helena Camargo                        |                            |
| 2023 | Fim                          | Sandra                                |                            |
| 2023 | A Magia de Aruna             | Samantha                              |                            |
| 2025 | Êta Mundo Melhor!            | Cunegundes (jovem)                    | Episódio: "24 de julho"    |

### Cinema
| Ano  | Título               | Personagem     |
| ---- | -------------------- | -------------- |
| 2014 | O Menino no Espelho  | Mariana        |
| 2017 | Fala Sério, Mãe!     | Alice          |
| 2019 | Carcereiros: O Filme | Livia Ferreira |
| 2025 | Traição entre Amigas | Penélope       |

### Internet
| Ano  | Título    | Personagem | Nota             |
| ---- | --------- | ---------- | ---------------- |
| 2016 | Javanna's | Ela mesma  | Canal no YouTube |

## Teatro
| Ano  | Título                      | Personagem |
| ---- | --------------------------- | ---------- |
| 2010 | Meu Amigo Monstro           |            |
| 2011 | Quando a Vergonha Bate Asas |            |

## Prêmios e indicações
| Ano  | Prêmio                             | Categoria                  | Trabalho             | Resultado |
| ---- | ---------------------------------- | -------------------------- | -------------------- | --------- |
| 2014 | VII Festival de Cinema da Lapa     | Melhor Atriz Coadjuvante   | O Menino no Espelho  | Venceu    |
| 2014 | Prêmio Extra de Televisão          | Melhor Ator/Atriz Mirim    | Boogie Oogie         | Indicada  |
| 2014 | Prêmio F5                          | Revelação do Ano           | Boogie Oogie         | Indicada  |
| 2014 | Melhores do Ano                    | Melhor Ator/Atriz Mirim    | Boogie Oogie         | Venceu    |
| 2015 | Prêmio Contigo! de TV              | Melhor Atriz Infantil      | Boogie Oogie         | Venceu    |
| 2016 | Prêmio Extra de Televisão          | Melhor Ator ou Atriz Mirim | Totalmente Demais    | Indicada  |
| 2020 | Grande Prêmio Brasileiro de Cinema | Melhor Atriz Coadjuvante   | Carcereiros: O Filme | Indicada  |